# Ataollah Josravaní
Ataollah Josravaní (21 de marzo de 1919 - 20 de septiembre de 2005) fue un político iraní. Se desempeñó como secretario general del Partido Iran Novin y ocupó varios cargos en el gabinete en la década de 1960.

## Temprana edad y educación
Josravaní nació en Teherán en 1919. Tenía seis medios hermanos del primer matrimonio de su padre. Se graduó de la escuela primaria Adab y de la escuela secundaria Tharvat. Luego asistió al Colegio Alborz en Teherán. Recibió una licenciatura en ciencias sociales en Francia.

## Carrera profesional
Tras su regreso a Irán, Josravaní fundó una revista titulada Afkar Irán con su hermano. Luego fue nombrado agregado en la Embajada de Irán en París. Se desempeñó como ministro de Trabajo en tres gabinetes sucesivos a partir del 9 de mayo de 1961. Primero sirvió en el gabinete dirigido por el primer ministro Ali Amini y sucedió a Ahmad Ali Bahrami en el cargo. También sirvió en el gabinete del primer ministro Asadollah Alam entre febrero de 1963 y marzo de 1964. Conservó su puesto en el siguiente gabinete dirigido por Hassan Ali Mansur desde el 7 de marzo de 1964 y también en el gabinete de Amir Abbas Hoveida desde enero de 1965.
Josravaní fue nombrado secretario general del Partido Iran Novin en 1965 cuando el primer ministro Hassan Ali Mansur, que se desempeñaba como secretario general del partido, fue asesinado. A continuación, fue nombrado ministro del Interior del gabinete dirigido por el primer ministro Amir Abbas Hoveyda. El mandato de Josravaní como secretario general del Partido Iran Novin terminó en 1969, y también fue destituido del gabinete de Amir Abbas Hoveyda. Manouchehr Kalali fue el sucesor de Josravaní como secretario general del Partido Iran Novin.
Un informe de la CIA con fecha de febrero de 1976 indicó que a mediados de 1974, el Shah Mohammad Reza Pahlavi asignó en secreto a Josravaní para analizar el estado del Partido Iran Novin para reorganizarlo. Al final de su investigación, Khosravani fue coautor de un informe que condujo en parte a la clausura del Partido en 1975.

## Vida personal
Mientras vivía en París, Josravaní se casó con una mujer francesa y tuvo un hijo.